# Odznaka Honorowa „Podlaski Krzyż Floriański”
Odznaka Honorowa „Podlaski Krzyż Floriański” – odznaczenie nadawane przez Prezydium Zarządu Oddziału Wojewódzkiego ZOSP RP Województwa Podlaskiego. Ustanowiona przez Zarząd Główny Związku Ochotniczych Straży Pożarnych RP na wniosek Zarządu Oddziału Wojewódzkiego Związku Ochotniczych Straży Pożarnych RP Województwa Podlaskiego jako „odznaka wojewódzka”, będąca wyrazem uznania szczególnych zasług dla funkcjonowania i rozwoju ochrony przeciwpożarowej oraz ratownictwa na terenie województwa. Jest trzystopniowa: brązowa, srebrna i złota.

## Zasady nadawania
Odznakę nadawana jest członkom Ochotniczych Straży Pożarnych, działaczom Związku Ochotniczych Straży Pożarnych RP, funkcjonariuszom Państwowej Straży Pożarnej oraz innym osobom fizycznym, które:
- wykazały męstwo, odwagę i dzielność w działaniach ratowniczych mających na celu ratowanie życia i zdrowia ludzkiego oraz mienia zagrożonego w czasie pożaru, klęski żywiołowej lub innego miejscowego zagrożenia,
- swoją działalnością, służbą lub pracą w sposób szczególny przyczyniły się do prawidłowego funkcjonowania, rozwoju i umocnienia ochrony przeciwpożarowej oraz ratownictwa na terenie województwa podlaskiego.

Odznaka może być nadana również:
- osobom prawnym oraz organizacjom i instytucjom, które położyły szczególne zasługi w zakresie funkcjonowania i rozwoju ochrony przeciwpożarowej oraz ratownictwa, a w szczególności przyczyniły się do rozwoju Ochotniczych Straży Pożarnych, oddziałów Związku Ochotniczych Straży Pożarnych RP lub jednostek Państwowej Straży Pożarnej na terenie województwa podlaskiego.
- przedstawicielom zagranicznych służb ratowniczych, którzy w ramach prowadzonej współpracy międzynarodowej swą działalnością przyczynili się do rozwoju ochrony przeciwpożarowej województwa podlaskiego.

Odznaka może być nadana również pośmiertnie.
Odznakę nadaje Prezydium Zarządu Oddziału Wojewódzkiego ZOSP RP Województwa Podlaskiego z własnej inicjatywy lub na wniosek Prezydium ZOSP RP niższego szczebla (gminnego, powiatowego); na wniosek Prezesa ZOW ZOSP RP woj. podlaskiego; na wniosek Komendanta Wojewódzkiego PSP woj. podlaskiego lub podległych mu komendantów (miejskich/powiatowych).

## Opis odznaki
Odznaka Podlaski Krzyż Floriański ma kształt krzyża na bazie krzyża maltańskiego i wykonany jest z metalu w kolorze odpowiednim do stopnia odznaki: brązowym, srebrnym lub złotym. Ramiona krzyża pokryte są na awersie czerwoną emalią. Między ramionami wkomponowane są
stylizowane płomienie o czterech językach. W centralnej części awersu, na owalnej tarczy, znajduje się tłoczony wizerunek św. Floriana w stroju rzymskim. Rewers emblematu jest gładki i posiada wytłoczony centralnie w czterech rzędach napis: „MĘSTWO / ODWAGA / DZIELNOŚĆ / POMOC”.
Odznaka ma wymiary 44 mm x 44 mm. Emblemat zawieszony jest na wstążce o szerokości 40 mm z czterema pionowymi paskami, każdy o szerokości 10 mm, w kolorach kolejno od lewej: białym, czerwonym, żółtym i niebieskim (barwy flagi województwa podlaskiego).

## Zasady noszenia
Odznakę nosi się na lewej stronie piersi w kolejności po brązowym medalu „Za Zasługi dla Pożarnictwa”. Zamiast odznaki można nosić jej miniaturkę lub baretkę.